# Apocryptus flavorbitalis
Apocryptus flavorbitalis là một loài tò vò trong họ Ichneumonidae.